# 本田豊 (実業家)
本田 豊（ほんだ ゆたか、1955年7月12日 - ）は、日本の実業家。ココスジャパン社長、ゼンショー常務。

## 来歴
熊本県出身。1983年 駒澤大学経営学部卒業。1996年3月モスフードサービスに入社。2000年ゼンショーに入社、2001年取締役人事教育部長、2002年監査役、2004年取締役すき家事業本部長、2005年取締役グループ経営本部長兼グループ管理本部長、2006年ココスジャパン取締役、2008年4月日本ウェンディーズ社長を歴任。
2008年6月ココスジャパン社長に就任。
2010年9月ゼンショー取締役（食品安全追求本部長）、2011年9月常務取締役、なか卯社長。2013年ゼンショー常勤監査役。

## 略歴
- 1996年3月モスフードサービス入社
- 2000年2月ゼンショー入社
- 2000年3月同社社長室関連事業担当部長
- 2000年6月同社人事教育部長
- 2001年5月ぎゅあん監査役
- 2001年6月ゼンショー取締役人事教育部長
- 2001年10月エイ・ダイニング取締役
- 2002年5月ココスジャパン監査役
- 2003年4月ゼンショー取締役グループ経営本部長
- 2003年6月テクノサポート監査役
- 2003年6月大和フーヅ取締役
- 2004年3月ゼンショー取締役すき家事業本部長
- 2004年3月ユーディーフーズ(現サンビシ)代表取締役社長
- 2004年7月ゼンショー取締役グループ人事本部長
- 2004年8月ゼンショー取締役グループ管理本部長兼ＲＰＰ本部長
- 2005年1月日本ウェンディーズ取締役
- 2005年1月グローバルフーズ監査役
- 2005年5月ゼンショー取締役グループ管理本部長
- 2005年6月なか卯取締役
- 2005年7月ゼンショー取締役グループ管理本部長兼グループ経営本部長
- 2006年1月グローバルウェア監査役
- 2006年3月宝島取締役
- 2006年3月エルトリートジャパン取締役
- 2006年4月ビッグボーイジャパン取締役
- 2006年4月サンビシ取締役
- 2006年4月可口食餐飲管理(上海)有限公司董事長
- 2006年5月ココスジャパン取締役
- 2006年5月はま寿司取締役
- 2006年6月トロナジャパン取締役
- 2006年8月ゼンショー取締役グループ経営本部長兼すき家事業本部長
- 2006年8月グローバルフレッシュサプライ取締役
- 2006年8月GMフーズ取締役
- 2006年12月ゼンショー取締役グループ経営本部長
- 2006年12月ぎゅあん取締役
- 2007年6月サンデーサン取締役
- 2007年6月ゼンショー取締役グループ企画本部長
- 2008年2月同社取締役ＦＤ本部長
- 2008年4月日本ウェンディーズ代表取締役社長
- 2008年4月ゼンショー取締役RPP本部長
- 2008年6月同社取締役
- 2008年6月ココスジャパン代表取締役
- 2008年6月代表取締役社長[4]
- 2010年9月ゼンショー常務取締役食品安全追求本部長
- 2011年9月同社常務取締役、なか卯代表取締役社長
- 2013年6月ゼンショー常勤監査役[5][6]